# Kruschinino (Kaliningrad)
Kruschinino (russisch Крушинино, deutsch Kruschinnen, 1938–1945 Altlinde) ist ein Ort in der russischen Oblast Kaliningrad. Er gehört zur kommunalen Selbstverwaltungseinheit Munizipalkreis Osjorsk im Rajon Osjorsk.

## Geographische Lage
Kruschinino liegt 18 Kilometer nordwestlich der Rajonstadt Osjorsk (Darkehmen/Angerapp) an der Kommunalstraße 27K-162 von Nowostrojewo (Trempen) nach Swoboda (Jänischken/Jänichen) an der Regionalstraße 27A-037 (ex A197). Eine Bahnanbindung besteht nicht.

## Geschichte
Der Ort Kruschinnen zählte im Jahre 1818 69 Einwohner, deren Zahl bis 1863 auf 118 anstieg und 1907 noch 102 betrug. Am 6. Mai 1874 wurde die Landgemeinde Kruschinnen dem neu eingerichteten Amtsbezirk Schillehlen (heute russisch: Schischkowo) im Kreis Darkehmen zugeordnet. Im Jahre 1925 lebten in Kruschinnen 100 Menschen. Ihre Zahl betrug 1933 noch 87 und lag 1939 bei 92.Michael Rademacher: Landkreis Darkehmen. Online-Material zur Dissertation, Osnabrück 2006. In: eirenicon.com. Am 3. Juni 1938 – mit offizieller Bestätigung vom 16. Juli 1938 – wurde der Ort in „Altlinde“ umbenannt.
Infolge des Zweiten Weltkrieges kam der Ort mit dem gesamten nördlichen Ostpreußen zur Sowjetunion. Im Jahr 1947 erhielt er den russischen Namen „Kruschinino“ und wurde gleichzeitig dem Dorfsowjet Nowostrojewski selski Sowet im Rajon Osjorsk zugeordnet. Von 2008 bis 2014 gehörte Kruschinino zur Landgemeinde Nowostrojewskoje selskoje posselenije, von 2015 bis 2020 zum Stadtkreis Osjorsk und seither zum Munizipalkreis Osjorsk.

## Kirche
Die mehrheitlich evangelische Bevölkerung von Kruschinnen alias Altlinde gehörte bis 1945 zum Kirchspiel Ballethen (seit 1946: Sadowoje). Es gehörte zum Kirchenkreis Darkehmen (1938–1946 Angerapp, seit 1946: Osjorsk) innerhalb der Kirchenprovinz Ostpreußen der Kirche der Altpreußischen Union. Der letzte deutsche Geistliche war Pfarrer Joachim Großkreutz.
Seit den 1990er Jahren liegt Kruschinino im Einzugsbereich der neu gebildeten evangelischen Gemeinde in Tschernjachowsk (Insterburg) innerhalb der Propstei Kaliningrad der Evangelisch-Lutherischen Kirche Europäisches Russland (ELKER).